# Републикански път III-9002
Републикански път IIІ-9002 е третокласен път, част от Републиканската пътна мрежа на България, преминаващ изцяло по територията на Добричка област. Дължината му е 30,6 km.
Пътят се отклонява надясно при 58,1 km на Републикански път I-9 югоизточно от село Царичино, минава през източната част на селото и се насочва на север-северозапад през Добруджанското плато. Минава последователно през селата Кремена, Дропла, Петлешково и Присад и в югоизточната част на град Генерал Тошево се свързва с Републикански път III-296 при неговия 0,7 km.
| Пътища, отклоняващи се надясно (населено място, № на пътя, посока на пътя) | km   | Пътища, отклоняващи се наляво (посока на пътя, № на пътя, населено място) |
| -------------------------------------------------------------------------- | ---- | ------------------------------------------------------------------------- |
| Община Балчик, I-9, 58,1 km →                                              | 0,0  | → 58,1 km, I-9, Община Балчик                                             |
| (за с. Гурково) общински път ←                                             | 04,  |                                                                           |
| с. Царичино                                                                | 1,5  | с. Царичино                                                               |
| с. Кремена                                                                 | 13   | с. Кремена                                                                |
| (за с. Балканци) общински път, с. Дропла ←                                 | 17,8 | → с. Дропла, общински път (за с. Преспа)                                  |
|                                                                            | 21,5 | → общински път (за с. Змеево)                                             |
| (до с. Сърнино) III-9701, 15,9 km ← Община Генерал Тошево                  | 23,5 | ← 15,9 km, III-9701 (от 9,3 km на II-97) Община Генерал Тошево            |
| с. Петлешково                                                              | 26,9 | → с. Петлешково, общински път (за с. Пленимир)                            |
| с. Присад                                                                  | 28,5 | с. Присад                                                                 |
| (до пристанище Каварна) III-296, 0,7 km, гр. Генерал Тошево ←              | 30,6 | ← гр. Генерал Тошево, 0,7 km, III-296 (от гр. Генерал Тошево)             |